# فيلبس (نيويورك)
فيلبس (بالإنجليزية: Phelps, New York)‏ هي بلدة أمريكية تقع في الولايات المتحدة في نيويورك (ولاية). يقدر عدد سكانها بـ 7,072 نسمة .

## أعلام
- جو جليسون
- تشارلز كلارك ستيفنسون